# Esse Alguém Sou Eu
Esse Alguém Sou Eu Ao Vivo é um álbum ao vivo do cantor Leonardo, lançado em 2009 em CD e DVD. Este conta com regravações de grandes sucessos da época da dupla Leandro & Leonardo, além de três canções inéditas no repertório do cantor, entre elas a faixa-título, Esse Alguém Sou Eu, gravada originalmente pela dupla Victor & Leo, e O Cara Errado, gravada originalmente na voz do cantor Léo Magalhães.

## Faixas
| CD  |                                                                 |                                               |         |  |
| N.º | Título                                                          | Compositor(es)                                | Duração |  |
| 1.  | "Mais Uma Noite Sem Você"                                       | Mario Soares / Mauro Soares                   | 3:45    |  |
| 2.  | "Quem é"                                                        | José Fernandes                                | 3:02    |  |
| 3.  | "O Quanto Nosso Amor Valeu"                                     | Tivas / Waldir Lazzari                        | 3:09    |  |
| 4.  | "Mentirosa"                                                     | Ricardo Arellano                              | 3:52    |  |
| 5.  | "Esse Alguém Sou Eu"                                            | Victor Chaves                                 | 3:23    |  |
| 6.  | "Dor de Amor Não Tem Jeito"                                     | Cesar Augusto                                 | 3:37    |  |
| 7.  | "Você ainda vai Voltar"                                         | Cesar Augusto                                 | 3:18    |  |
| 8.  | "Flor do Meu Sertão"                                            | Jairo Goes / Wanderrufie / Zé Maria           | 2:55    |  |
| 9.  | "Lágrimas De Um Homem (Só Fazendo Amor)"                        | Edson Lima / Nilton Lamas / Tanika            | 2:44    |  |
| 10. | "Paixão De Um Homem/ Na Hora Do Adeus/ Eu Não Sou Cachorro Não" | Waldick Soriano / Carlos Colla / Chico Roque  | 4:35    |  |
| 11. | "O Cara Errado"                                                 | Luciano Bonfim / Valdir Ortiz / Zino Cawboy   | 2:58    |  |
| 12. | "Coração Bandido"                                               | Rafael Dias / Silas Barcelos                  | 4:10    |  |
| 13. | "De Latinha na Mão"                                             | Everton / Jairo Goes / Rivanil                | 3:08    |  |
| 14. | "Fantasias"                                                     | José Augusto                                  | 3:38    |  |
| 15. | "A Fila Anda"                                                   | Adriano Bernardes / Fátima Leão / Elias Muniz | 3:25    |  |
| 16. | "Pra Nunca Dizer Adeus"                                         | Areia Lima / José Neris / Paschoal            | 2:50    |  |
| 17. | "Volte Amor"                                                    | Valdômio Santos de Lima                       | 3:46    |  |
| 18. | "Água de Coco"                                                  | Edmar Neves / Jairo Goes                      | 3:34    |  |

| DVD |                                                                 |                                                                      |         |  |
| N.º | Título                                                          | Compositor(es)                                                       | Duração |  |
| 1.  | "Mais Uma Noite Sem Você"                                       | Mario Soares / Mauro Soares                                          | 3:40    |  |
| 2.  | "Por Favor Reza Pra Nóis"                                       | Dhame Veloso / Domiciano / J. Estevan                                | 2:45    |  |
| 3.  | "Quem É"                                                        | José Fernandes                                                       | 3:05    |  |
| 4.  | "O Quanto Nosso Amor Valeu"                                     | Tivas / Waldir Lazzari                                               | 3:11    |  |
| 5.  | "Mentirosa"                                                     | Ricardo Arellano                                                     | 3:57    |  |
| 6.  | "Esse Alguém Sou Eu"                                            | Victor Chaves                                                        | 3:27    |  |
| 7.  | "Dor De Amor Não Tem Jeito"                                     | Cesar Augusto                                                        | 3:40    |  |
| 8.  | "Coração Bandido"                                               | Rafael Dias / Silas Barcelos                                         | 4:10    |  |
| 9.  | "Você Ainda Vai Voltar"                                         | Cesar Augusto                                                        | 3:20    |  |
| 10. | "Fantasias"                                                     | José Augusto                                                         | 3:41    |  |
| 11. | "De Latinha Na Mão"                                             | Everton / Jairo Goes / Rivanil                                       | 3:12    |  |
| 12. | "Talismã/Desculpe, Mas Eu Vou Chorar"                           | Michael Sullivan / Paulo Massadas / Cesar Augusto / Gabriel          | 4:46    |  |
| 13. | "Não Aprendi a Dizer Adeus"                                     | Joel Marques                                                         | 1:31    |  |
| 14. | "Sonho Por Sonho/Pense Em Mim"                                  | Chico Roque /Carlos Colla / Douglas Maio / Zé Ribeiro / Mario Soares | 4:39    |  |
| 15. | "Flor Do Meu Sertão"                                            | Jairo Goes / Wanderrufie / Zé Maria                                  | 3:00    |  |
| 16. | "Esta Noite Foi Maravilhosa (Wonderful Tonight)"                | Eric Clapton (Versão: Paulinho Resende)                              | 3:47    |  |
| 17. | "Lágrimas De Um Homem (Só Fazendo Amor)"                        | Edson Lima / Nilton Lamas / Tanika                                   | 2:47    |  |
| 18. | "O Cara Errado"                                                 | Luciano Bonfim / Valdir Ortiz / Zino Cawboy                          | 3:00    |  |
| 19. | "Paixão De Um Homem/ Na Hora Do Adeus/ Eu Não Sou Cachorro Não" | Waldick Soriano / Carlos Colla / Chico Roque                         | 4:41    |  |
| 20. | "A Fila Anda"                                                   | Adriano Bernardes / Fátima Leão / Elias Muniz                        | 3:36    |  |
| 21. | "Pra Nunca Dizer Adeus"                                         | Areia Lima / José Neris / Paschoal                                   | 2:54    |  |
| 22. | "Volte Amor"                                                    | Valdômio Santos de Lima                                              | 3:50    |  |
| 23. | "Pega Fogo Cabaré"                                              | Everton Matos / Jairo Goes / Rivanil                                 | 3:00    |  |
| 24. | "Água De Coco"                                                  | Edmar Neves / Jairo Goes                                             | 3:32    |  |

## Músicos
- Paulinho Ferreira: guitarra e violão
- Marco Abreu: guitarra e violão
- Claudio Rocha: baixo
- Bino Alves: violão
- Tato Andreatta e Marco Pontes Caixote: teclados
- Claudio Baeta: bateria
- Gabriel Pellizzaro: acordeão
- Adair Torres: guitarra lap steel
- Rubens Chacal: percussão
- Tenesson Caldas e Claudio Faria: trompete
- Gó do Trombone: trombone
- Sumé e Zafe Costa: saxofone
- Eliza Marin e Ruane Ballmant: backing vocal